# 巴黎夜未眠
《巴黎夜未眠》 （法語：Ensemble, c'est tout）是2007年一部法國浪漫愛情片，由克勞德·貝黎編導，改編自安娜·戈華達的暢銷小說《在一起就好》，由奧黛莉·朵杜、吉翁·卡列、Laurent Stocker和Françoise Bertin主演。

## 劇情簡介
故事圍繞在四個人之間，命運交錯的四人從彼此間學會怎麼去相愛，以及相互依助。卡蜜兒（奧黛莉·朵杜飾）是個熱愛繪畫的窮苦小公主，靠著女清潔工的活養活自己，一個人生活在簡陋的破閣樓裡；菲利普（Laurent Stocker飾）性格內向且獨自住在父母的房子裡，其着迷歷史是個單身貴族，夢想是當演員卻因為口吃而未能如願；法蘭克（吉翁·卡列飾）是一名帥氣的廚師，每天工作累的半死，然而女朋友換不停，未來似乎也是一片黑暗沒有前途；敏感而有趣的寶麗特（Francoise Bertin飾），是法蘭克的祖母。 
卡蜜兒這個困苦小公主獨居在沒有暖氣的閣樓中，又沒錢吃飯因而病倒在房裡，所幸其好運被菲利普這個鄰居發現，於是被收留到菲利普家中，好心的他還把自己的大公寓也交給了卡蜜兒，不料卻引來同樣寄居在菲利普家中法蘭克的白眼，兩個成為對彼此第一印象都極差的冤家，卡蜜兒也對法蘭克糟糕的生活方式不能認同，兩人於是產生了溝通障礙，不是冷戰就是大吵，從此展開了住在同一屋簷下的冷戰生活。 
混亂的同居生活就在吵吵鬧鬧和菲利普的調解下渡過，但眼見聖誕佳期就要來臨，奉父母之令回家過節的菲利普只好丟下兩個火藥桶，兩眼相對只好一同過節、一起去探望老奶奶…沒想到竟因此擦出意想不到的火花，衷心喜愛老奶奶的卡蜜兒，是否有機會重新認識法蘭克的另一面？而一切情勢將如何變化呢？看來男女共處一室，果真很難清清白白！ 
這四個命運交錯的人，在一連串的相處與事件中學會幫助他人，共渡難關擺脫煩惱與憂鬱，只要他們在一起，天下無難事。 

## 角色
- 奧黛莉·朵杜 飾演 卡蜜兒（Camille Fauque）
- 吉翁·卡列 飾演 法蘭克（Franck）
- Laurent Stocker 飾演 菲利普（Philibert Marquet de la Tubelière）
- Francoise Bertin 飾演 Paulette
- Alain Sachs  飾演 醫生
- Firmine Richard   飾演 Mamadou
- Beatrice Michel 飾演 Carine

## 外部連結
- 爛番茄上《巴黎夜未眠》的資料（英文）
- 互联网电影数据库（IMDb）上《巴黎夜未眠》的资料（英文）